# Ostatni ziomal
Ostatni ziomal – trzeci album studyjny polskiego rapera Żabsona. Wydawnictwo ukazało się 30 marca 2023 nakładem wytwórni muzycznej Internaziomale. 
Album uzyskał status platynowej płyty oraz dotarł do 5. miejsca polskiej listy sprzedaży OLiS.

## Lista utworów
Opracowano na podstawie materiału źródłowego.
1. „Ostatni Ziomal”
2. „Przynajmniej nie kłamię”
3. „Supersize” (gościnnie: Kronkel Dom)
4. „Timbo”
5. „Hop” (gościnnie: Oki)
6. „Nie z tego świata”
7. „God Mode” (gościnnie: Malik Montana)
8. „Nie Mam Czasu Na Wakacje” (gościnnie: Waima)
9. „Sidehoe” (gościnnie: Bedoes)
10. „Gluten Free” (gościnnie: VillaBanks)
11. „Tesla Sport Carbon”
12. „Poza Rachunkiem” (gościnnie: Miszel)
13. „Ego Top”
14. „Kocham Cię” (gościnnie: God.Wifi)
15. „Lider” (gościnnie: Kuban)
16. „Tato”
17. „Bravo” (gościnnie: Coals)